# Syndrom zaginionej białej kobiety

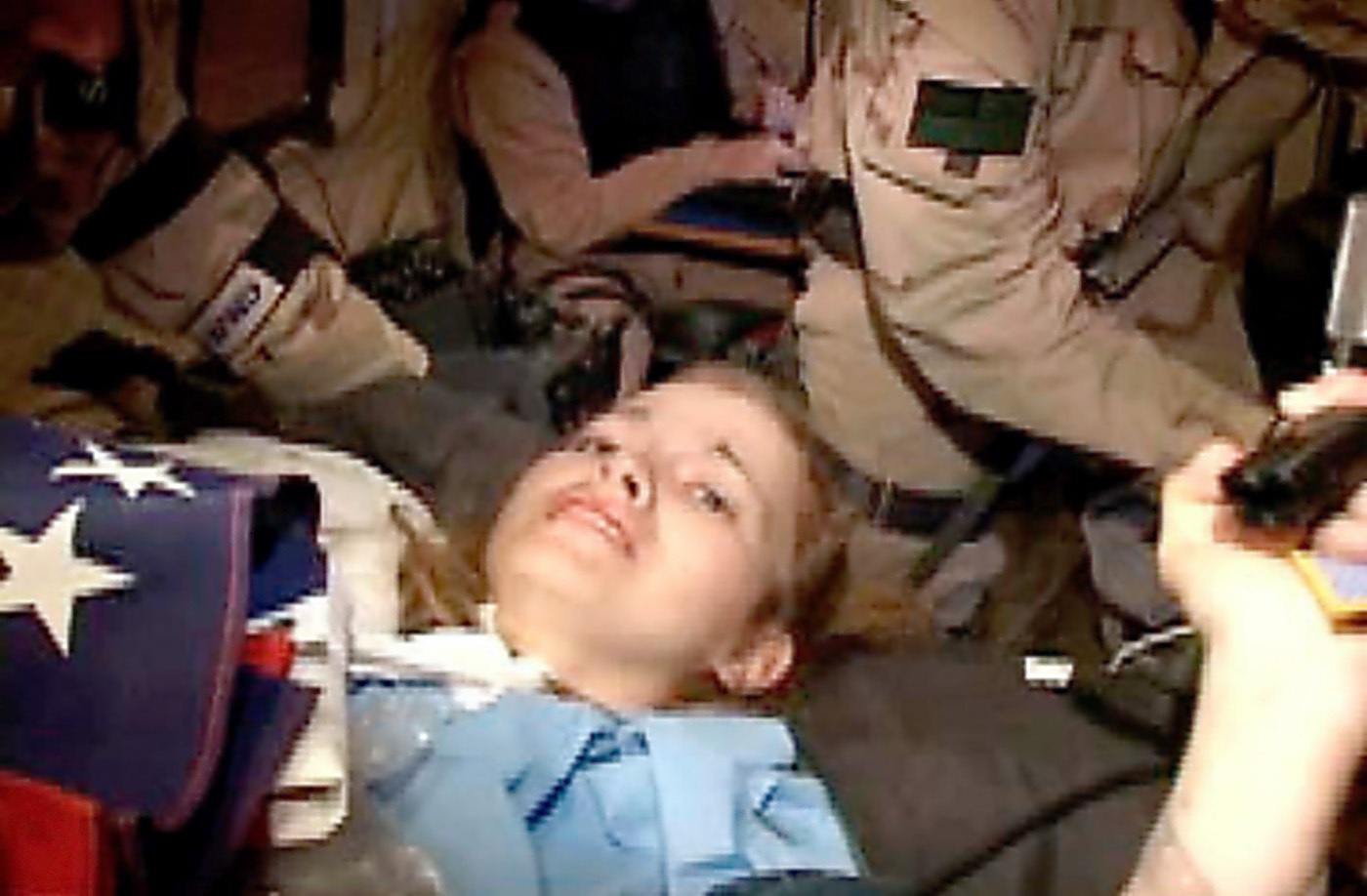
Nagłośniona medialnie akcja ratunkowa Jessica Lynch, przeprowadzona podczas amerykańskiej inwazji na Irak w 2003 roku

Syndrom zaginionej białej kobiety – termin używany przez niektórych socjologów i komentatorów medialnych do określenia postrzeganego nieproporcjonalnego nagłaśniania w mediach – zwłaszcza w telewizji – przypadków zaginięć białych kobiet i dziewcząt w porównaniu do spraw dotyczących mężczyzn lub osób o innym kolorze skóry. Zwolennicy tezy o istnieniu tego zjawiska twierdzą, że obejmuje ono rzekomo nadmierne zainteresowanie medialne przypadkami młodych, atrakcyjnych, białych kobiet z wyższej klasy średniej. Chociaż termin ten powstał w kontekście spraw o zaginięcia, bywa również stosowany w odniesieniu do relacjonowania innych przestępstw z użyciem przemocy. Zjawisko to zostało zauważone w Stanach Zjednoczonych, Kanadzie, Wielkiej Brytanii, Australii, Nowej Zelandii i innych krajach o przeważająco białej populacji, a także w Republice Południowej Afryki.

## Podstawy naukowe
Pomimo popularności terminu „syndrom zaginionej białej kobiety” przeprowadzono niewiele badań empirycznych dotyczących tego zagadnienia. Badanie z 2016 roku wykazało, że zaginione osoby czarnoskóre otrzymywały nieproporcjonalnie mało uwagi w mediach w porównaniu do odsetka ich zaginięć. To samo badanie ustaliło również, że gdy sprawa zaginięcia trafiała do mediów, przypadki dotyczące białych dziewcząt i kobiet były relacjonowane z większą intensywnością niż sprawy dotyczące osób z innych grup demograficznych.
Ponadto w późniejszym badaniu z 2019 roku stwierdzono, że płeć jest istotnym czynnikiem w sposobie relacjonowania spraw o zaginięcia. Badanie wykazało, że ofiary będące kobietami otrzymują ogólnie więcej uwagi, a zainteresowanie na szczeblu krajowym i w innych stanach jest jeszcze bardziej ukierunkowane na kobiety. W tym samym badaniu ustalono również, że przypadki zaginięć osób białych przyciągały więcej uwagi mediów niż sprawy dotyczące osób czarnoskórych.
Autorzy zauważyli jednak, że nieczarnoskóre kobiety kolorowe (np. Azjatki czy Latynoski) są nadreprezentowane w relacjach medialnych w podobnym stopniu co białe kobiety, co sugeruje, że mylący termin „syndrom zaginionej białej kobiety” jest raczej wynikiem niedoreprezentowania czarnoskórych kobiet w przekazach medialnych. Analizy wykazały również, że w stanie Luizjana zaginione kobiety mają dwanaście razy większe szanse na uwagę mediów niż zaginieni mężczyźni, mimo że w skali kraju liczba przypadków zaginięć osób obojga płci jest zbliżona.
Oprócz koloru skóry i klasy społecznej jako niesprawiedliwe kryteria decydujące o „wartości medialnej” spraw zaginięć kobiet wskazuje się również takie czynniki, jak domniemana atrakcyjność, sylwetka czy młody wiek. Relacje medialne dotyczące zaginionych czarnoskórych kobiet częściej koncentrowały się na problemach ofiary, takich jak przemoc ze strony partnerów, przeszłość kryminalna czy uzależnienia od narkotyków, podczas gdy w przypadku białych kobiet media zwykle podkreślały ich role jako matek, córek, studentek i osób wnoszących wkład w życie społeczności.

## Pochodzenie i krytyka terminu
Amerykańska prezenterka wiadomości Gwen Ifill jest uznawana za autorkę tego określenia, które wprowadziła podczas konferencji Unity: Journalists of Color w 2004 roku. Podczas konferencji powiedziała: „Nazywam to syndromem poszukiwań zaginionej białej kobiety. Jeśli zaginie biała kobieta, będziemy o tym informować codziennie”.
Charlton McIlwain zdefiniował syndrom jako „białe kobiety zajmujące uprzywilejowaną pozycję jako ofiary przestępstw z użyciem przemocy w relacjonowaniu medialnym” i stwierdził, że syndrom zaginionej białej kobiety działa jako forma hierarchii rasowej w kulturowym obrazie Stanów Zjednoczonych. Eduardo Bonilla-Silva sklasyfikował rasowy komponent syndromu jako „formę gramatyki rasowej, za pomocą której biała supremacja jest normalizowana poprzez domyślne, a nawet niewidoczne standardy”.